# Zuzana Čaputová

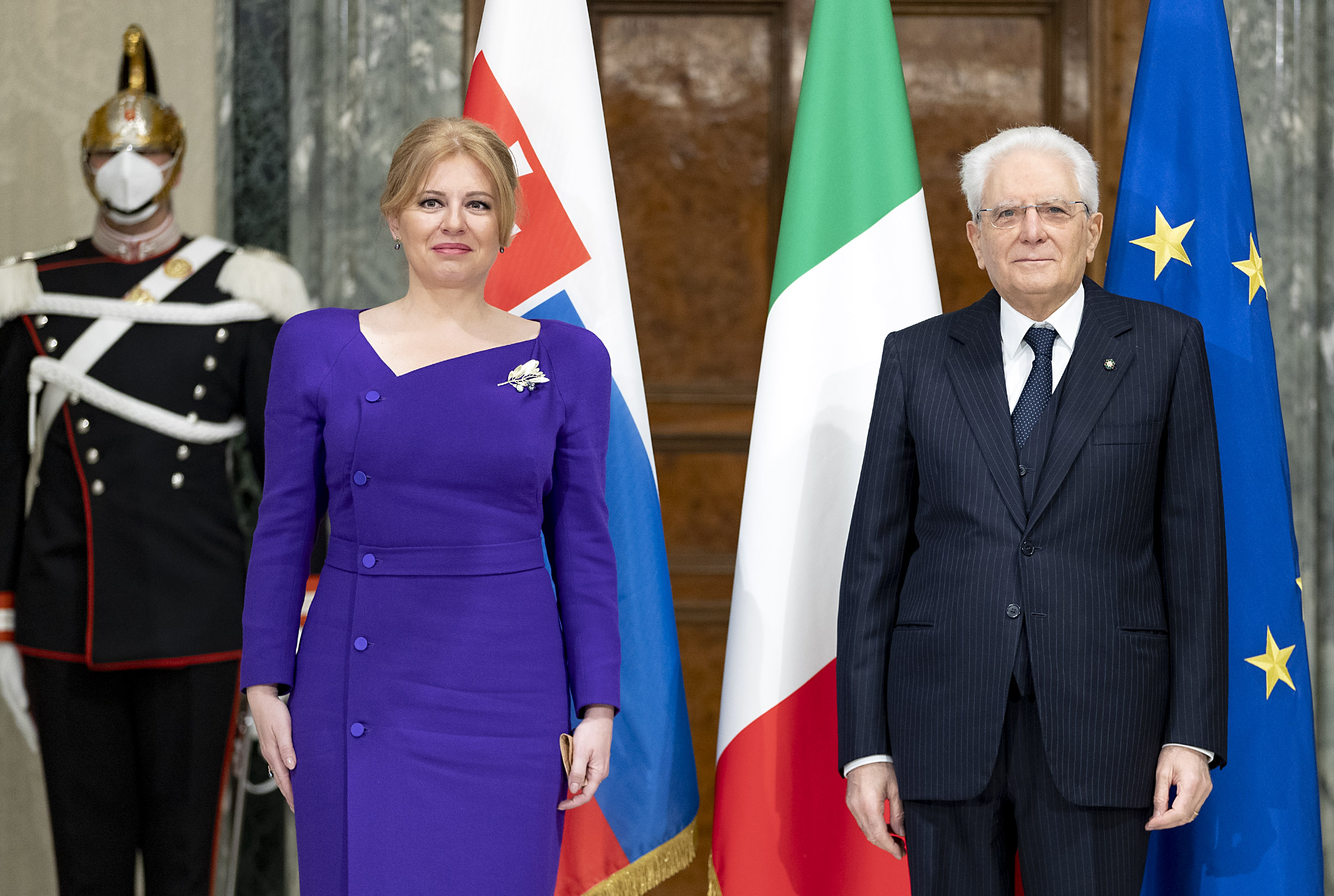
Il presidente della Repubblica Italiana Sergio Mattarella con la presidente della Slovacchia Zuzana Čaputová, in visita ufficiale il 20 aprile 2022 al Quirinale.

Zuzana Strapáková, coniugata Čaputová (AFI: [ˈzuzana ˈtʂaputɔʋaː]; Bratislava, 21 giugno 1973), è una politica e attivista slovacca, è stata presidente della Repubblica Slovacca dal 15 giugno 2019 al 15 giugno 2024, prima donna a rivestire tale incarico oltre che la più giovane al momento dell'elezione.

## Biografia
Nata a Bratislava, è cresciuta nella vicina città di Pezinok. Ha descritto la sua educazione come avvenuta in "una casa dalla mente aperta". Studia giurisprudenza presso l'Università Comenio di Bratislava, laureandosi in giurisprudenza nel 1996. Inizia a lavorare nell'amministrazione di Pezinok, prima come assistente nel dipartimento legale e successivamente come vice del sindaco della città.
Più tardi si trasferisce nel settore non profit, dove gestisce la pubblica amministrazione e il problema dei bambini abusati e sfruttati. Successivamente lavora come project manager presso l'associazione civica EQ Klub sul progetto di sviluppo della comunità locale. Tra il 1998 e il 1999 completa il ciclo di formazione "General Management - Management of Change" e nel 1999 il corso di mediazione ARK, accreditato dal Ministero della Pubblica Istruzione della Slovacchia. 
Tra il 2005 e il 2010 lavora come tirocinante in vari studi legali: sino all'agosto 2007 presso l'avvocato Eva Kováčechová, quindi sino al 2009 da Zuzana Dlugošová, infine sino al 31 gennaio 2010 presso lo studio legale Tomáš Kamenec. Dal 1º febbraio 2010 al 12 marzo 2019 esercita la professione di avvocato, chiedendo poi di essere rimossa dalla lista degli avvocati perché "ha giudicato di non avere più il tempo per difendere". Un passo giudicato eccezionale in quanto gli avvocati che entrano ad operare negli uffici pubblici chiedono di solito la sospensione. Se, in futuro, volesse tornare alle attività forense, Čaputová dovrà ripetere di nuovo gli esami.
Dal 2001 al 2017 collabora con l'associazione civica VIA IURIS che si dedica al rafforzamento dello stato di diritto e alla promozione della giustizia in determinate aree del diritto: il funzionamento delle autorità giudiziarie, la responsabilità dei funzionari pubblici, la gestione trasparente della proprietà pubblica e il rafforzamento del controllo pubblico del potere pubblico. A Pezinok è in prima linea in una campagna pubblica contro il permesso di un'altra discarica che inquinerebbe il suolo, l'aria e l'acqua nella città e nell'area circostante. La lunga lotta contro la discarica, che porti molti a paragonarla a quella dell'americana Erin Brockovich, culmina nel 2013 quando la Corte Suprema della Repubblica Slovacca stabilisce che la nuova discarica autorizzata era illegale. In seguito la Corte di giustizia dell'Unione europea ha confermato il diritto del pubblico a partecipare alle decisioni che riguardano l'ambiente, chiarendo una serie di problemi giuridici controversi che sono poi diventati vincolanti per l'intera Unione europea. Nel 2016 vince il Goldman Environmental Prize per la sua campagna contro l'apertura della discarica nella città di Pezinok. 

### Carriera politica
Membro fondatore e vicepresidente di Slovacchia Progressista (Progresívne Slovensko), un partito, nato nel 2017, social-liberale e progressista, è di orientamento liberale ed europeista. Sostiene il matrimonio egualitario e l'adozione per le coppie omosessuali.
In una conferenza stampa tenutasi il 29 marzo 2018, Čaputová ha ufficialmente annunciato la propria candidatura alle elezioni presidenziali slovacche del 2019, sostenuta dall'uscente Andrej Kiska che ha rinunciato a un eventuale secondo mandato. Ha vinto il primo turno, a metà marzo, con il 40,57% dei voti battendo l'esponente del governo Maroš Šefčovič, vicepresidente della Commissione europea per l'Unione dell'energia e il clima (18,66%), Stefan Harabin, giudice della corte suprema (14,15%) e Marian Kotleba, esponente dell'estrema destra. Al secondo round, il 30 marzo, ha battuto Šefčovič con il 58% dei voti contro il 42%.
Dopo la vittoria alle elezioni presidenziali, ha affermato di voler mettere al centro della propria azione l'umanesimo, la solidarietà e la trasparenza.
Pur potendo, ha scelto di non ricandidarsi alle successive elezioni del 2024.

## Vita privata
Čaputová è divorziata dal 2018 e ha due figlie avute dal matrimonio. Dopo il divorzio ha un nuovo compagno, Peter Konečný, musicista, fotografo e scrittore. Vive con entrambe le figlie a Pezinok.